# Cesare Curzi

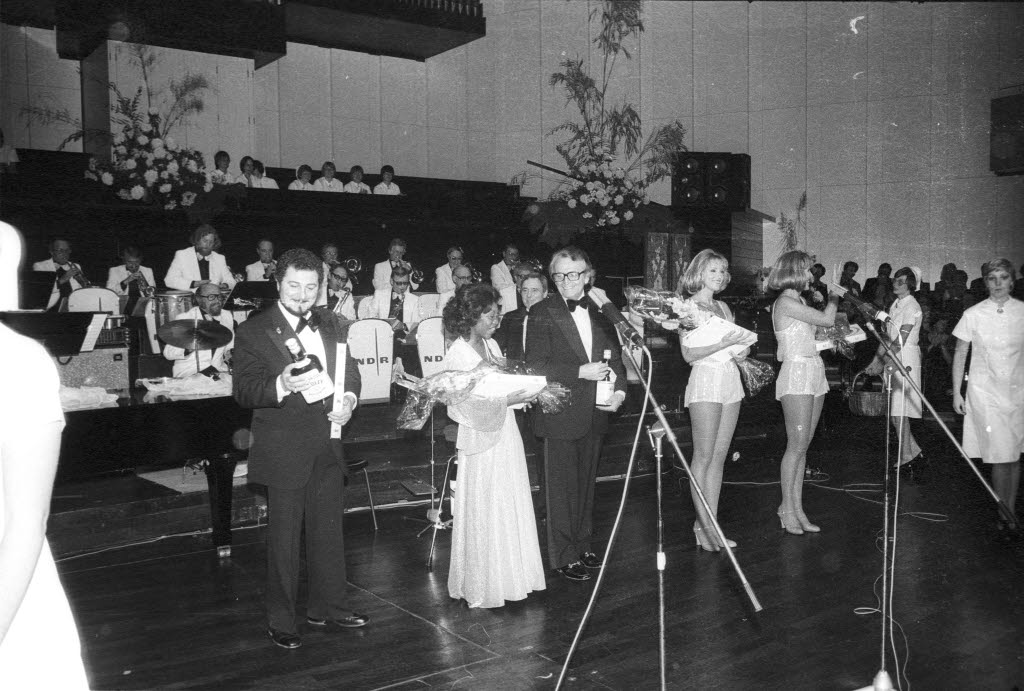
Cesare Curzi (vorne links) bei einem Wohltätigkeitsball des Deutschen Roten Kreuzes (1976)

Cesare Curzi (* 14. Oktober 1926 in San Francisco; † 10. Februar 2023 in Walnut Creek) war ein amerikanischer Opernsänger (Tenor).

## Leben
Curzi wurde als Sohn italienischer Einwanderer geboren; sein Vater Francesco Curzi war Tenor. Von ihm erhielt Curzi seinen ersten Gesangsunterricht. Mit 15 Jahren trat er erstmals bei einem Operettentheater auf, in einer Operette von Gilbert und Sullivan. Curzi studierte Gesang an der Musikhochschule von San Francisco. Nach seinem Militärdienst fing er 1947 im Chor der San Francisco Opera an und debütierte 1948 als Solist in einer kleinen Rolle in der Oper Madama Butterfly. Er blieb bis 1954 Ensemblemitglied der Oper von San Francisco, wo er in kleinen und mittleren Partien auftrat: Parpignol in La Bohème, Edmondo in Manon Lescaut, Iseppo in La Gioconda, Normanno in Lucia di Lammermoor und als Nathanael in Hoffmanns Erzählungen.
1955 kam Curzi nach Europa. Er sang zunächst in der Spielzeit 1955/56 am Stadttheater Kiel. Im Juli 1955 gastierte er als Pinkerton in Madame Butterfly bei einer Aufführung des Opernhauses Nürnberg im Stadttheater Fürth. Mit Beginn der Spielzeit 1956/57 wurde Curzi an das Opernhaus Nürnberg engagiert; der Nürnberger Oper blieb er bis zu seinem endgültigen Bühnenabschied 1992 treu. Er wurde anlässlich seiner Verabschiedung zum Ehrenmitglied des Hauses ernannt.
Curzi gastierte auch an der Wiener Staatsoper (1964 als David in Die Meistersinger von Nürnberg) und bei den Salzburger Festspielen (1959 als Ecclitico in Die Welt auf dem Monde; 1965/66 als Don Anchise in La finta giardiniera). 1957 sang er an der Oper Frankfurt mit großem Erfolg den Alfredo in La Traviata; daraufhin war er von 1960 bis 1971 mit einem regelmäßigen Gastvertrag an dieses Haus gebunden. Gastspiele führten ihn außerdem an die Deutsche Oper Berlin, an die Bayerische Staatsoper in München, an die Staatsoper Stuttgart und die Oper Köln. Seit 1965 gastierte er regelmäßig auch an der Deutschen Oper am Rhein.
Curzi sang zu Beginn insbesondere das lyrische Tenorfach (Ferrando in Così fan tutte, Almaviva in Der Barbier von Sevilla in der Spielzeit 1966/67, Ernesto in Don Pasquale); später kamen die großen Rollen im lyrisch-dramatischen italienischen Tenorfach hinzu (Rodolfo in La Bohème, Herzog in Rigoletto, Edgardo in Lucia di Lammermoor). In späteren Jahren übernahm Curzi in der Oper verstärkt Rollen für Tenorbuffo und Rollen aus dem Charakterfach (Kent in Lear, Alcindoro in La Bohème). Curzi war am Opernhaus Nürnberg auch ein viel eingesetzter Operettentenor. Zu seinen Glanzrollen gehörten in diesem Bereich insbesondere der Danilo in Die lustige Witwe und der Eisenstein in Die Fledermaus. Daneben sang er den Alfred in Die Fledermaus, den Herzog, Caramello und Pappacoda (alle drei Tenorrollen) in Eine Nacht in Venedig, den Barinkay in Der Zigeunerbaron und die Titelrolle in Orpheus in der Unterwelt.
Auch im Fernsehen war er mehrfach zu sehen. So trat er etwa am 13. Januar 1968 als Gast in der Fernsehshow Einer wird gewinnen auf. Des Weiteren wirkte er in TV-Sendungen wie etwa in Zum Blauen Bock oder Erkennen Sie die Melodie? mit.
1973 gründete Curzi eine Import- und Exportfirma für italienische Feinkostwaren, die später von einem seiner Söhne weitergeführt wurde; das Unternehmen hat seinen Sitz in Leinburg im Nürnberger Land.
Curzi war seit 1950 mit Rosemarie Ginocchio († 2017) verheiratet; aus der Ehe gingen vier Kinder hervor, eine Tochter und drei Söhne. Curzi lebte mit seiner Familie viele Jahre in Schwaig bei Nürnberg. Im Jahre 2000 kehrte er gemeinsam mit seiner Frau in seine Heimat Kalifornien zurück, wo er in Concord lebte. Im Februar 2023 verstarb er im Alter von 96 Jahren in Walnut Creek.